# Геопоніки
Геопоніки — збірний термін для грецьких і латинських авторів, які писали про землеробство та тваринництво. У античні часи ця тема розглядалася як галузь економіки.

## Грецькі автори

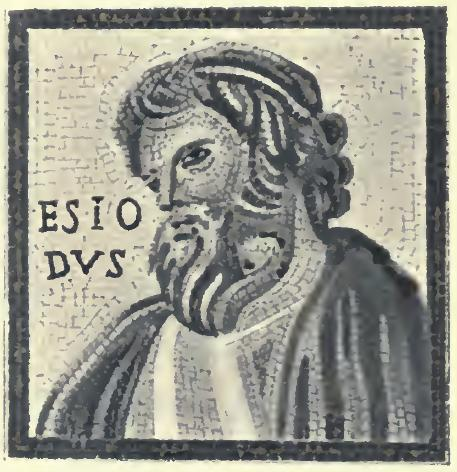
Гесіод, III—IV ст. нашої ери

З творів римлянина Варрона відомо, що давньогрецькими авторів на тему землеробства було понад п'ятдесят. Серед них були Гесіод, Ксенофонт, Демокріт, Арістотель і його учень Теофраст. Більшість робіт, перерахованих Варроном, були втрачені.
Те, що ми знаємо про сільське господарство Греції, в основному походить з поеми Гесіода під назвою «Роботи і дні». Все, що залишилося від праць Демокріта, — це лише кілька уривків, що збереглися в Геопоніці, сільськогосподарському трактаті, опублікованому в Константинополі у X столітті. «Ойкономікос» Ксенофонта — це сократівський діалог, головним чином про ведення домашнього господарства та сільське господарство, який містить панегірик сільському господарству та його позитивний етичний вплив.
Приблизно в той самий час, що й Ксенофонт, філософ Демокріт з Абдери написав трактат «Про сільське господарство» (Περὶ Γεωργίας), який часто цитували та часто використовували пізніші укладачі «Геопоніки». Деякі випадкові зауваження на сільськогосподарські теми можна знайти в працях Геродота, Теофраста та інших. Аристотель і Гомер також торкаються цієї теми, але дуже мало.
Більшу увагу цьому предмету приділяли в олександрійський період. Довгий список імен авторів наведено Варроном і Колумеллою, серед них Гієрон II і Аттал III Філометор. Пізніше Кассій Діонісій з Утики переклав і скоротив велику працю Магона Карфагенського, яку ще більше стиснув Діофан Нікейський у Віфінії для використання царем Дейотаром. На основі цих та подібних робіт Кассіан Басс уклав свою «Геопоніку», джерело пізнішої візантійської «Геопоніки». Можна також згадати невеликий твір Περι Γεωργικων Михайла Пселла.

## Латинські автори

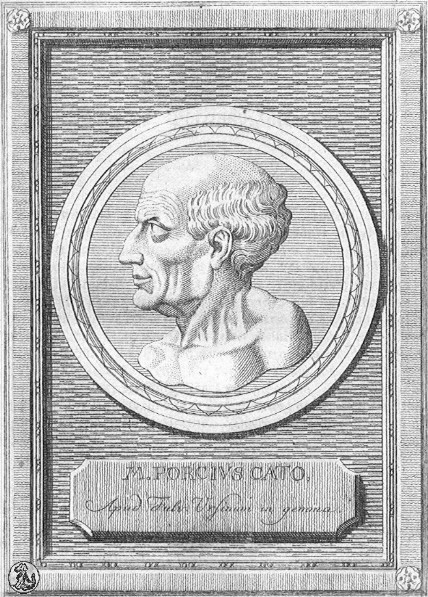
Марк Порцій Катон

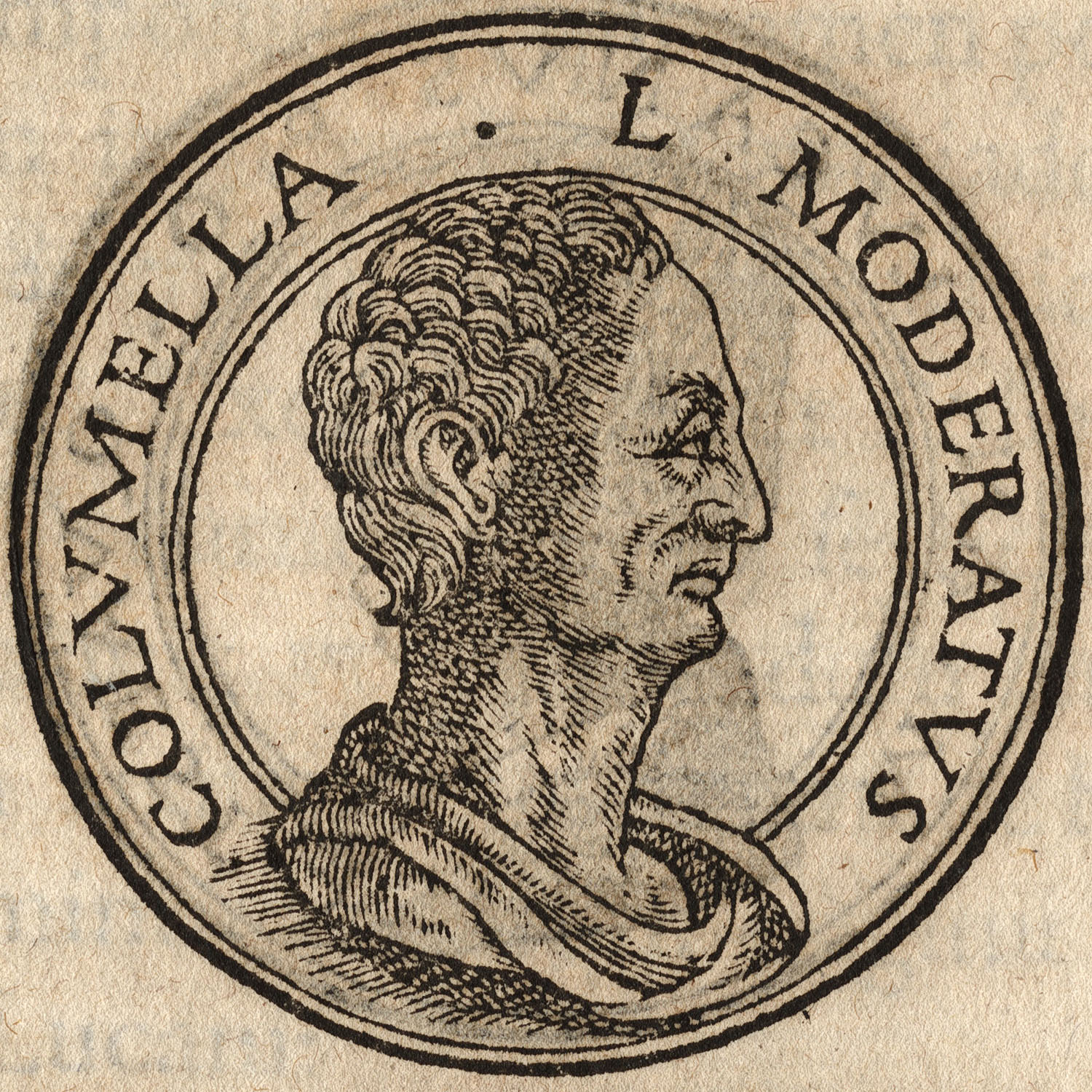
Колумелла

Латинські автори із землеробства, чиї праці збереглись дотепер, це Катон, Варрон, Вергілій, Колумелла, Пліній і Палладій. Набагато більше авторів, чиї твори втрачені. Римляни, усвідомлюючи необхідність підтримувати землеробство, з дуже ранніх часів намагалися прищепити своїм співвітчизникам як теоретичні, так і практичні знання цього предмета. Заняття землероба вважалося наступним за важливістю після роботи солдата, і видатні римляни не гребували ним.
Велика праця Магона була перекладена на латинську мову Децимом Юнієм Силаном за наказом римського сенату. Катон Старший тим часом написав свій твір «De Agri Cultura» — запис простою мовою правил, яких дотримувалися давньоримські землевласники, а не теоретичний трактат. За Катоном пішли дві Сазерни (батько і син) і Гней Тремелій Скрофа, чиї роботи втрачені. Учений Марк Теренцій Варрон з Рієті у віці вісімдесяти років склав свій «Rerum rusticarum libri tres», присвячений землеробству, розведенню великої рогатої худоби та розведенню риби. Він першим систематизував написане з цього питання і доповнив працю інших практичним досвідом, отриманим під час своїх подорожей.
В часи Августа та ранньої імперії Юлій Гігін писав про землеробство та бджільництво, Сабін Тірон — про садівництво, Юлій Грецин і Юлій Аттік — про виноградарство, Корнелій Цельс — про землеробство. Однак найважливішими роботами такого роду є праця Луція Юнія Модерата Колумелли «De Arboribus» і «De Agricultura».
Приблизно в середині II століття два Квінктілії, вихідці з Трої, писали на цю тему грецькою мовою. Примітно, що робота Колумелли мала менший вплив у Римі та Італії, ніж у південній Галлії та Іспанії, де сільське господарство стало одним із головних предметів навчання у навчальних закладах, які виникали в цих країнах. Одним із результатів цього стала підготовка популярних посібників для використання в школах. У III столітті Гаргілій Марціал з Мавританії склав «Геопоніку», до якої також увійшли медична ботаніка та ветеринарне мистецтво.
«Opus Agriculturae» Палладія (IV ст.) у чотирнадцяти книгах, який в основному ґрунтується на Колумеллі, побудований як сільськогосподарський календар, в якому різні сільські заняття розташовані в порядку місяців. Книга чотирнадцята (про лісівництво) написана елегією (вісімдесят п'ять куплетів). Збереглась вся робота Палладія і значні фрагменти роботи Марціала.